# Esercito Fantasma

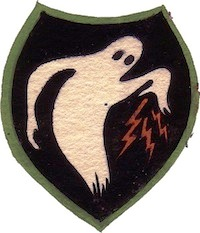
Emblema dell'Esercito Fantasma del 1944

L'Esercito Fantasma è stata un'unità strategica di depistaggio durante la seconda guerra mondiale, conosciuta in via ufficiale con il nome di Truppe speciali della 23ª divisione, in codice Operazione Quicksilver. A quest'unità, composta da 1 100 militari, era stata assegnata l'unica missione di impersonare le altre divisioni dell'esercito statunitense al fine di confondere gli avversari. Attiva in Gran Bretagna prima dello Sbarco in Normandia, e poi in Francia, fino alla fine della guerra, quest'unità mise in atto uno "show ambulante", simulando i movimenti più di 20 unità a ridosso delle linee di fronte utilizzando carri armati gonfiabili, veicoli provvisti di apparecchiature audio, ed effettuando finte trasmissioni radio. La loro missione è stata tenuta segreta fino al 1996, e alcune informazioni rimangono tuttora riservate.

## Storia e sviluppo
L'ispirazione per la creazione dell'unità venne dalle omologhe unità inglesi, che avevano affinato le loro tecniche d'inganno per la seconda battaglia di El Alamein, verso la fine del 1942. Le unità statunitensi iniziarono l'addestramento a Camp Forrest (Tennessee), per poi concluderlo a Pine Camp, New York, prima di partire per l'Inghilterra nel 1944. La loro base in Regno Unito era collocata vicino a Stratford-upon-Avon, dove le truppe parteciparono all'Operazione Fortitude, creando dei finti sbarchi a Pas-de-Calais prima del D-day.
Alcune unità arrivarono in Normandia due settimane dopo lo sbarco, per simularvi un finto porto artificiale con lo scopo di distrarre l'artiglieria tedesca dal vero porto. Grazie ai loro mezzi, riuscirono a costringere alla resa i difensori tedeschi di Brest, simulando un accerchiamento della città con un esercito.
Come le truppe alleate si spostarono verso est, così fece la 23ª divisione, stabilendo la base nel Lussemburgo, dalla quale iniziarono a simulare dei finti attraversamenti della fiume Ruhr, posizionandosi verso la Linea Maginot e, infine, un importante attraversamento del Reno per deviare l'attenzione delle truppe tedesche, che lasciavano scoperti i veri punti da invadere.

## Arruolamento
I soldati fantasma erano incoraggiati a utilizzare la loro intelligenza e i loro talenti per ingannare e fuorviare l'esercito tedesco. Molte persone erano reclutate da scuole d'arte, agenzie pubblicitarie, o da altre occupazioni che predisponevano al pensiero creativo. Nella vita da civili i soldati fantasma erano artisti, architetti, attori, scenografi e ingegneri.
Nonostante la 23ª divisione fosse composta solo da 1 100 soldati, grazie all'utilizzo di potenti altoparlanti che emettevano i rumori della guerra, riproduzioni di mezzi e di armi militari, la scenografia indusse i tedeschi a credere che vi fossero due divisioni da 30 000 soldati e attirò la loro attenzione verso il finto esercito, piuttosto che verso quello reale.
L'unità consisteva nella 406ª guastatori (controllavano la sicurezza), la 603ª Camouflage, la 3132ª Trasmissioni speciali e la Speciale Trasmissioni.

## Tattica

### Depistaggio visivo

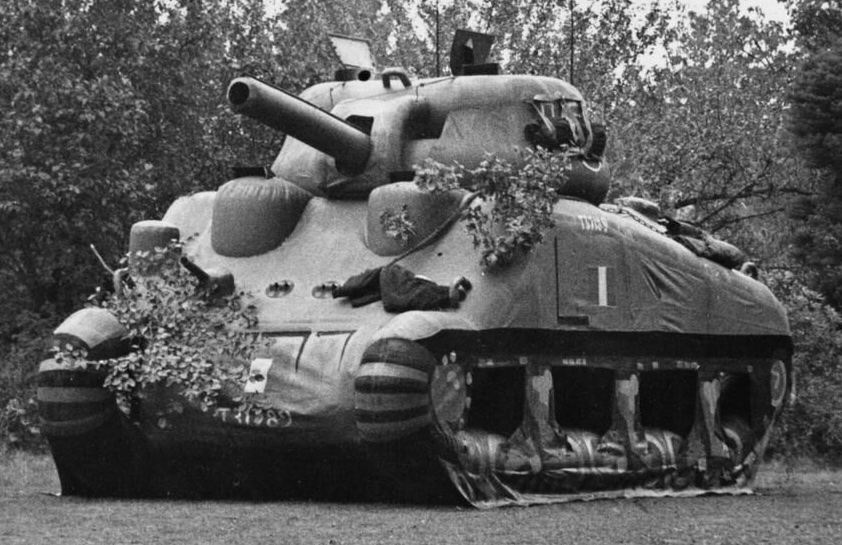
Carro armato gonfiabile (M4 Sherman) usato durante lOperazione Fortitude

Punto di forza dell'Armata Fantasma erano le scenografie create dalla 603ª Camouflage: consistevano in un assortimento di carri armati gonfiabili, jeep, camion e aeroplani comodamente gonfiabili che venivano nascosti in modo maldestro, in modo da essere scorti dai ricognitori avversari.
Grazie a questi trucchi in poche ore potevano creare dei finti aeroporti, basi militari (complete di vestiti stesi sugli stenditoi), batterie d'artiglieria e intere flotte di carri armati.

### Depistaggi telefonici
La 3132ª speciale trasmissioni, sotto il comando del colonnello Hilton Railey, mise in atto dei depistaggi telefonici.
Aiutati dagli ingegneri dei Bell Laboratories l'unità 3132 andò a Fort Knox per registrare i suoni della fanteria e dei carri armati, per poi portare i risultati in Europa.
Per ogni "sceneggiatura" i suoni potevano essere mixati per simulare un vero esercito; queste registrazioni erano fatte sfruttando dei registratori a filo e venivano riprodotte tramite dei potenti altoparlanti, in modo da fare sentire l'esercito da lontano.
Le clip sonore potevano essere ascoltate fino a 24 km di distanza.

### Depistaggi Radio
La "radio fregatura", così come era chiamata, veniva gestita dalla Trasmissioni. Gli operatori crearono vari centri radio, impersonando veri operatori di vere truppe. Erano istruiti per imitare i modi in cui un vero operatore inviava i segnali Morse, in modo che il nemico non potesse scoprire che le vere unità erano già partite.

### Atmosfera
Per completare le tecniche utilizzate spesso l'unità impiegava degli effetti teatrali per migliorare le loro creazioni. Tra questi effetti (chiamati "Atmosfera" nel loro complesso), vi era il dispiegamento nelle aree circostanti di altre unità, un'opportuna colorazione degli stemmi sui mezzi e la disposizione delle truppe come un reggimento. I camion e i trasporti venivano guidati in una traiettoria circolare con solo due soldati sui sedili in fondo, in modo da simulare un trasporto pieno di fanteria sotto i mezzi coperti da teloni. La polizia militare veniva dispiegata negli incroci, con indosso le divise appropriate, e alcuni ufficiali simulavano delle visite nelle cittadine vicine, dove sarebbero stati notati dagli agenti nemici. Non tutte le attrezzature erano finte: alcuni mezzi e pezzi d'artiglieria erano veri, in modo da fare sembrare reale l'intero arsenale.